# فيريس

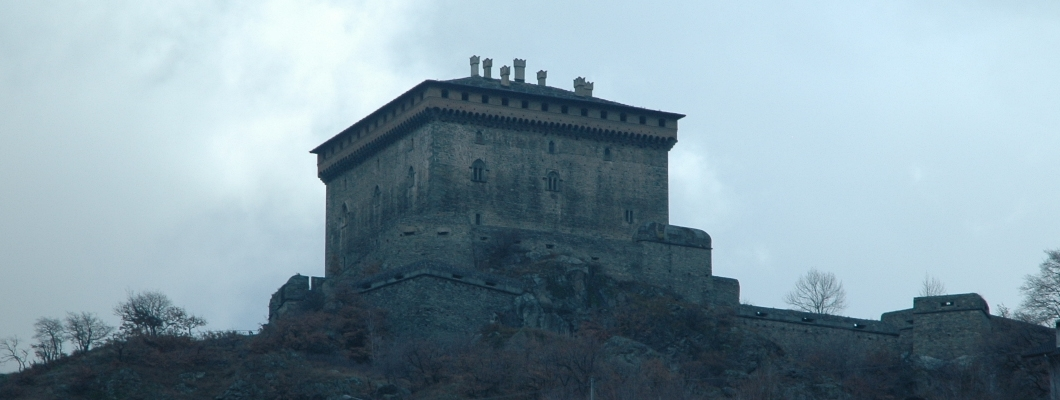
القلعة

فيريس هي مدينة و بلدية في منطقة وادي أوستا في شمال غرب إيطاليا بالقرب من قلعة فيريس وقلعة كلي.[بحاجة لمصدر]